# Nam Thụy Anh, Hưng Yên
Nam Thụy Anh là một xã thuộc tỉnh Hưng Yên, Việt Nam.

## Địa lý
Xã Nam Thụy Anh nằm ở phía đông nam của tỉnh Hưng Yên, có vị trí địa lý:
- Phía đông giáp xã Thụy Anh.
- Phía nam giáp xã Bắc Thái Ninh, xã Tây Thái Ninh và xã Đông Quan.
- Phía tây giáp xã Bắc Đông Hưng và xã Bắc Đông Quan.
- Phía bắc giáp xã Tân Tiến và xã Tây Thụy Anh.

## Lịch sử
Ngày 16 tháng 6 năm 2025, Ủy ban Thường vụ Quốc hội ban hành Nghị quyết số 1666/NQ-UBTVQH15 về việc sắp xếp các đơn vị hành chính cấp xã của tỉnh Hưng Yên năm 2025. Theo đó, sắp xếp toàn bộ diện tích tự nhiên, quy mô dân số của các xã Thụy Thanh, Thụy Phong và Thụy Duyên thành xã mới có tên gọi là xã Nam Thụy Anh.